# 寝具製作技能士
寝具製作技能士（しんぐせいさくぎのうし）とは、国家資格である技能検定制度の一種で、都道府県知事（問題作成等は中央職業能力開発協会、試験の実施等は都道府県職業能力開発協会）が実施する、寝具製作に関する学科及び実技試験に合格した者をいう。
なお職業能力開発促進法により、寝具製作技能士資格を持っていないものが寝具製作技能士と称することは禁じられている。

## 級別
1級、2級の別がある。

## 実技作業試験内容（寝具製作作業）
- 1級：かいまき(中夜着)を製作する。ただし、縫製はミシン縫いとする。試験時間＝6時間30分
- 2級：掛けふとんを製作する。ただし、縫製はミシン縫いとする。試験時間＝3時間30分